# Испанско-португальские отношения
Испанско-португальские отношения — двусторонние дипломатические отношения между Испанией и Португалией. Протяжённость государственной границы между странами составляет 1224 км.

## История

### Реконкиста
В 1139 году Португалия стала независимым королевством. 25 июля 1139 года после победы над маврами в битве при Оурике Афонсу I Великий провозгласил себя королем страны. В 1143 году его признал королём Альфонсо VII Император, а в 1179 году — папа Александр III. Принято считать, что современный вид Испания обрела в 1479 году, после союзного объединения Кастилии и Арагона, хотя объединение Испании и создание единого национального государства произошло в эпоху Просвещения. Португалия, Кастилия и Арагон были союзниками в Реконкисте и вместе отвоевывали земли у мусульманских мавров на юге Пиренейского полуострова. В 1249 году Португалия была освобождена, а территория Испании была полностью отвоёвана в 1492 году. В 1500 году после смерти Мигела да Паша (принца Португалии, Астурии, Жироны и Вианы) исчезли все надежды объединить все царства Пиренейского полуострова.

### Зарубежная экспансия
В XV веке, обладая мощным флотом, Португалия и Кастилия начали исследовать мир за пределами Европы, посылая своих исследователей в Африку и Азию. В 1492 году после первого путешествия Христофора Колумба к Карибскому бассейну оба государства начали приобретать территории Нового Света. По Тордесильясскому договору (1494 г.) колониальными владениями Португалии стала Бразилия (большая часть Южной Америки), а также ряд владений в Африке и Азии, в то время как Кастилия взяла остальную часть Южной Америки. Впоследствии были заключены новые договоры, для создания современных границ Бразилии и разграничения азиатских владений (Сарагосский договор 1529 г.).

### Иберийский союз
После того, как в 1578 году молодой португальский король Себастьян I сложил голову при Эль-Ксар-эль-Кебире, правящая Ависская династия оказалась на грани угасания. Королём был провозглашён престарелый бездетный кардинал Энрике. Его смерть через два года привела к острому династическому кризису, в ходе которого корону оспаривали внуки Мануэла I — законнорожденный, но чуждый португальцам Филипп II Испанский (сын Изабеллы Португальской), незаконнорождённый приор Антонио из Крату и герцогиня Катерина Браганса с супругом. В XVII веке португальские элиты стали сознавать, что уния приносит их стране больше ущерба, чем выгод. Связано это было не столько с ухудшением отношения к португальцам со стороны правящего монарха, сколько с тем, что португальские колонии стали основной мишенью многочисленных врагов Испании, а испанцы не спешили на их защиту. Особенно остро ощущался разрыв с Англией, которая поддерживала с Португалией союзные отношения со времён подписания Виндзорского трактата в 1386 году. Началось движение за восстановление государственности. Внук герцогини Браганса был провозглашён королём под именем Жуана IV, а 28-летнюю испано-португальскую войну (1640—1668) испанцы проиграли. Уния была расторгнута, и на португальский престол вступила династия Браганса.

### Современность
Королевство Испания и Португальская Республика занимают подавляющее большинство Пиренейского полуострова, отношения между этими странами иногда называют иберийскими отношениями. В последние годы страны поддерживают дружеские отношения, являются членами Европейского союза, Еврозоны, Шенгенской зоны и НАТО.